# Male Vodenice
Male Vodenice (Duits: Kleinwodenitz) is een plaats in Slovenië en maakt deel uit van de gemeente Kostanjevica na Krki in de NUTS-3-regio Spodnjeposavska. De plaats telde 35 inwoners op 1 januari 2020.

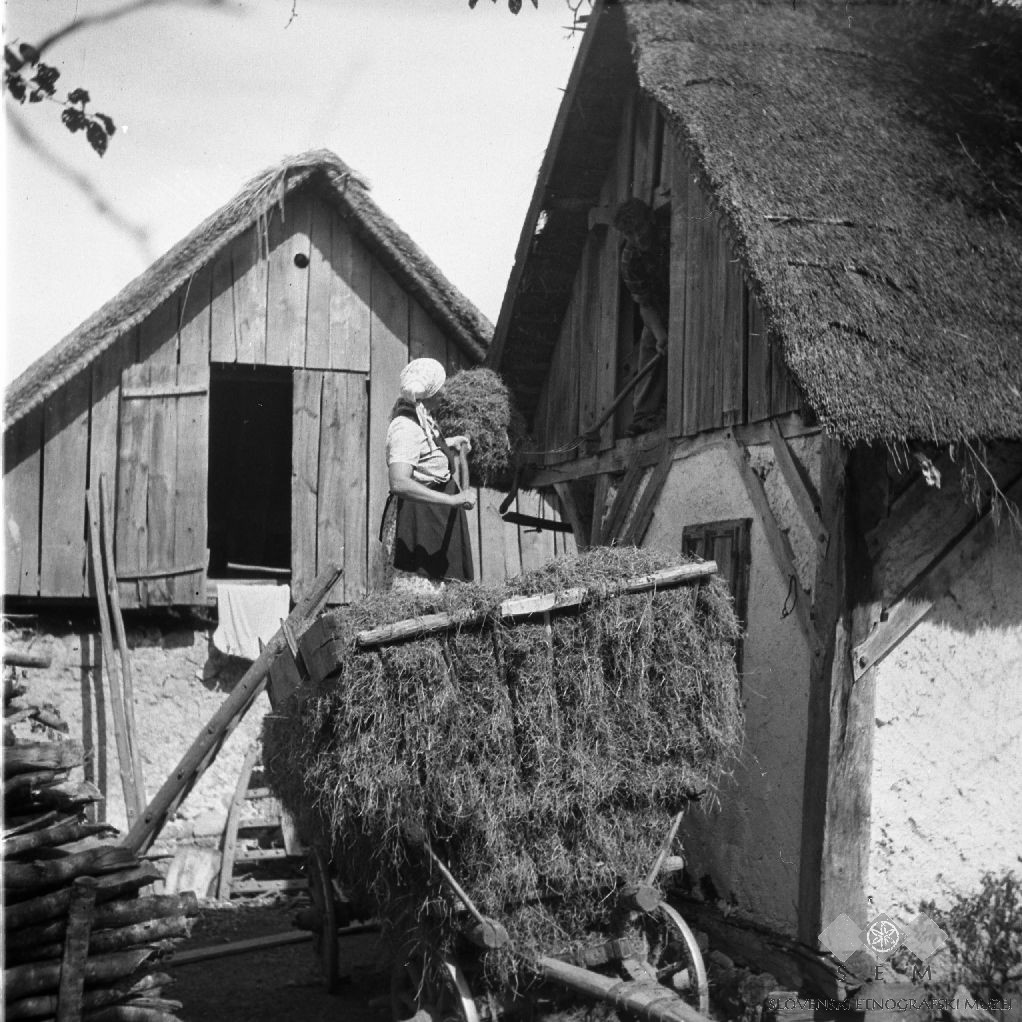
Boerentafereel in 1956